# Springfield Mall (Metro de Filadelfia)
Springfield Mall (anteriormente Sproul Road) es una estación en la Ruta 101 de la línea Verde del Metro de Filadelfia. La estación se encuentra localizada en Sproul Road detrás del Springfield Mall en Springfield, Pensilvania.  La Autoridad de Transporte del Sureste de Pensilvania (por sus siglas en inglés SEPTA) es la encargada por el mantenimiento y administración de la estación.

## Descripción y servicios
La estación Springfield Mall cuenta con 1 plataforma lateral y 1 vía.  

## Conexiones
La estación es abastecida por las siguientes conexiones: 
- Rutas de autobuses: ninguna